# Joseph Morpain
Joseph Morpain   (1873 - 12 de febrer de 1961) fou un pianista i professor francès del Conservatori de Paris i a l'"École Normale de Musique" de Paris, entre els quals destacats estudiants van incloure Clara Haskil i Monique Haas amb aquesta última arribaria a casar-si.

## Biografia
Va estudiar música al Conservatori de París a la classe d'Émile Decombes, alumne de Frédéric Chopin. També fou deixeble de Gabriel Fauré. Entre els seus companys de classe destacava sobretot Reynaldo Hahn. Va tenir com a estudiants al Conservatori de París així com a l'Escola Normal de Música de París, en particular a Yvonne Lephay-Belthoise, Clara Haskil i Monique Haas, i també a Lucien Wang, Madeleine de Valmalète, Raymond Trouard, Carmen-Marie-Lucie Guilbert, Pierre Maillard -Verger i Ramon Coll. Va ser director de l'"École Normale de Musique" de Paris des de 1944. Va publicar notablement How to the Piano i 50 Songs of Charentes and Poitou (1924). Reynaldo Hahn li va dedicar els seus dos primers valsos el 1898.